# Per-Erik Ritzén
Per-Erik Ritzén, född 6 november 1934 i Malå, är en svensk modern femkampare. Han tävlade för K1 IF.
Ritzén tävlade för Sverige vid olympiska sommarspelen 1960 i Rom. Han slutade på 15:e plats i den individuella tävlingen i modern femkamp och var en del av Sveriges lag som slutade på sjätteplats i lagtävlingen. Övriga i Sveriges lag var Sture Ericson och Björn Thofelt.